# Leave This Town
Leave This Town — второй студийный альбом американской рок-группы Daughtry, фронтменом которой является финалист 5 сезона шоу American Idol Крис Дотри. Альбом был издан 14 июля 2009 года.

## Информация об альбоме
Для альбома было написано около 70 композиций, однако в итоге было отобрано 19 (включая бонус-треки). Соавторами Криса Дотри стали Ричард Маркс, Чед Крюгер (Nickelback), Райан Теддер (OneRepublic), Джейсон Уэйд (Lifehouse), Адам Гонтье (Three Days Grace), Эрик Дилл (The Click Five), однако не все песни, написанные в соавторстве, в итоге вошли в альбом.
В течение первой недели после выхода было продано 269 000 копий альбома, и он поднялся на первую строчку хит-парада Billboard 200. К началу 2011 года было продано 1 225 000 копий.
Первым синглом (6 мая 2009) стала песня «No Surprise». Следующими синглами были «Life After You» и «September».

## Отзывы критиков
| Оценки критиков      | Оценки критиков |
| Источник             | Оценка          |
| -------------------- | --------------- |
| Allmusic             | [ 1 ]           |
| Entertainment Weekly | (B)             |
| IGN                  | (8/10)          |
| Los Angeles Times    | (положительно)  |
| The New York Times   | (положительно)  |
| People               | [ 10 ]          |
| Rolling Stone        | [ 11 ]          |
| Slant                | [ 12 ]          |
| Sputnikmusic         | [ 13 ]          |

Альбом Leave This Town был неоднозначно оценён музыкальными критиками. Согласно агрегатору Metacritic, альбом получил 59 баллов из 100 на основе рецензий 10 изданий

## Список композиций
| №                   | Название                            | Автор(ы)                                         | Длительность |
| ------------------- | ----------------------------------- | ------------------------------------------------ | ------------ |
| 1.                  | «You Don’t Belong»                  | Chris Daughtry                                   | 4:00         |
| 2.                  | «No Surprise»                       | Daughtry, Chad Kroeger, Eric Dill, Rune Westburg | 4:29         |
| 3.                  | «Everytime You Turn Around»         | Daughtry, Andy Waldeck                           | 3:39         |
| 4.                  | «Life After You»                    | Daughtry, Kroeger, Joey Moi, Brett James         | 3:26         |
| 5.                  | «What I Meant to Say»               | Daughtry, Brian Howes                            | 3:09         |
| 6.                  | «Open Up Your Eyes»                 | Daughtry, Ben Moody, David Hodges                | 4:19         |
| 7.                  | «September»                         | Daughtry, Josh Steely                            | 4:00         |
| 8.                  | «Ghost of Me»                       | Daughtry, Howes                                  | 3:38         |
| 9.                  | «Learn My Lesson»                   | Daughtry, Mitch Allan, Chris Tompkins            | 3:50         |
| 10.                 | «Supernatural»                      | Daughtry, Josh Paul, Hodges                      | 3:38         |
| 11.                 | «Tennessee Line» (feat. Vince Gill) | Daughtry, Brian Craddock                         | 4:37         |
| 12.                 | «Call Your Name»                    | Daughtry, Joey Barnes                            | 4:01         |
| Общая длительность: | Общая длительность:                 | Общая длительность:                              | 45:26        |

Бонус-треки
Официальный сайт
1. «Long Way»
2. «One Last Chance»

Digital Deluxe Edition
1. «What Have We Become» (Tommy Henriksen,Daughtry) — 3:43
2. «On the Inside»

iTunes (US)
1. «Traffic Light»

iTunes (Великобритания)
1. «Get Me Through»
2. «Traffic Light»
3. «Back Again» — 3:38

Япония / Wal-Mart /Великобритания
1. «Get Me Through»

Target exclusive Deluxe Edition CD/DVD
1. «It’s Not Over» (видео)
2. «Home» (видео)
3. «Over You» (видео)
4. «Feels Like Tonight» (видео)
5. «What About Now» (видео)
6. «No Surprise» (видео)

Не вошедшие в альбом
1. «From Where You’re Standing» (live)
2. «Standing Still» (live)
3. «When You Come Around» (live)
4. «You’re In My Hands» (live)
5. «Back to Me» (live)

## Над альбомом работали
- Крис Дотри — вокал, гитара
- Джош Стили — гитара, бэк-вокал
- Брайан Крэддок — гитара, бэк-вокал
- Джош Пол — бас-гитара, бэк-вокал
- Джоуи Барнс — ударные, перкуссия, бэк-вокал, клавишные
- Говард Бенсон — продюсер
- Крис Лорд-Алдж — сведение

## Позиции в чартах
| Чарт (2009)                    | Лучший результат |
| ------------------------------ | ---------------- |
| Австралия ARIA Albums Chart    | 21               |
| Канада Canadian Albums Chart   | 2                |
| Новая Зеландия                 | 8                |
| Швеция Sverigetopplistan       | 31               |
| Великобритания UK Albums Chart | 53               |
| США Billboard 200              | 1                |

### Годовые чарты
| Чарт (2010)   | Позиция |
| ------------- | ------- |
| Billboard 200 | 59      |